# 작전 중 실종자의 정원
작전 중 실종자의 정원(히브리어: גן הנעדרים, Gan HaNe'edarim, 영어: Garden of the Missing in Action)은 예루살렘의 헤르츨 언덕 국립묘지에 위치한 추모 정원이다. 1914년부터 오늘날까지 이스라엘 방위군 중 작전 중 실종된 무명 용사의 무덤들이 있다. 이스라엘 방위군과 이스라엘 경찰이 제공한 실종 유대인 혹은 비 유대인의 병사와 장교들의 이름들이 적혀있다. 1954년 발견된 고대 유대인의 동굴 무덤이 함께 있다.

## 사진

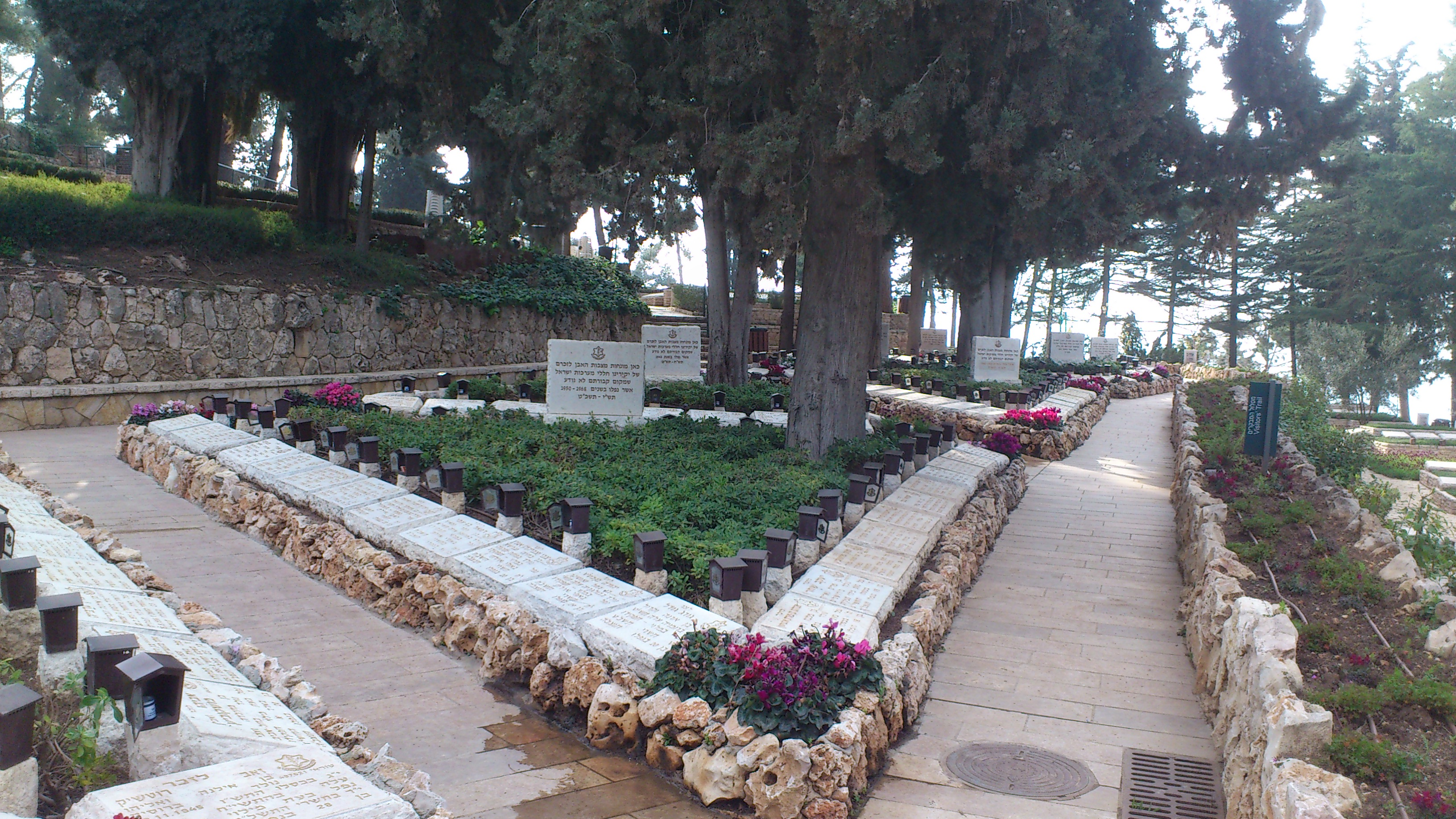
빈 무덤의 추모지
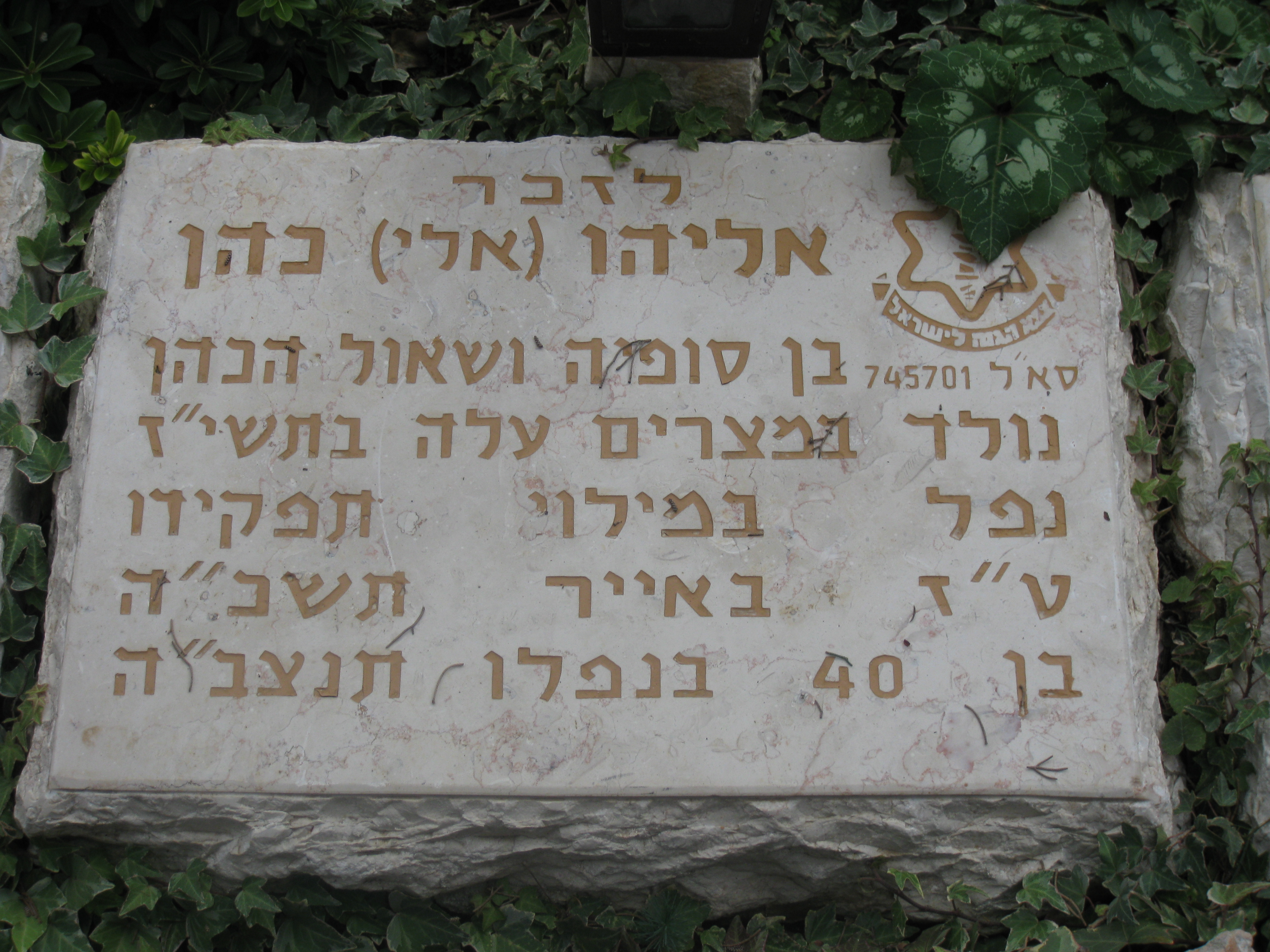
엘리 코헨 추모 석판
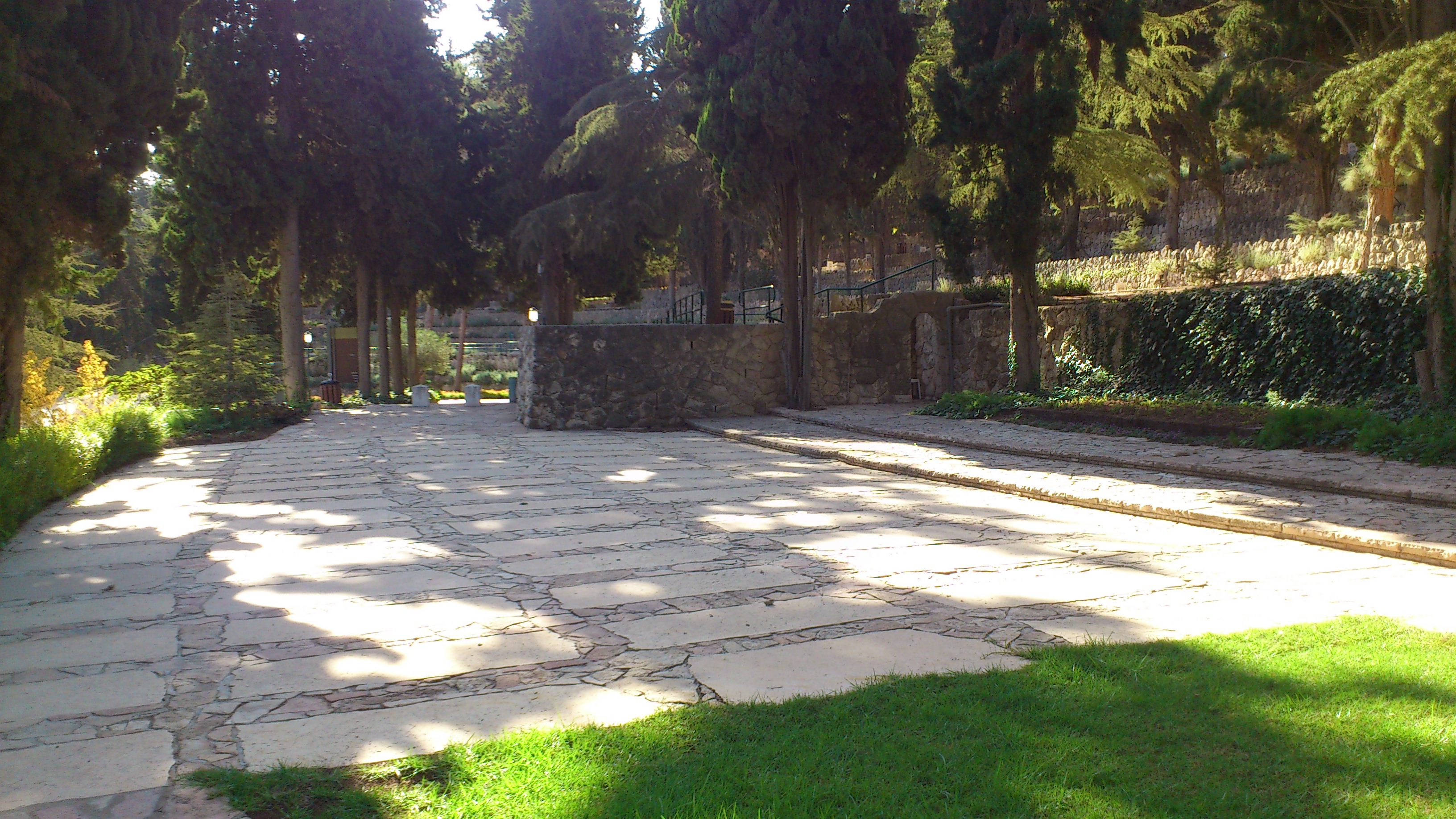
추모 광장
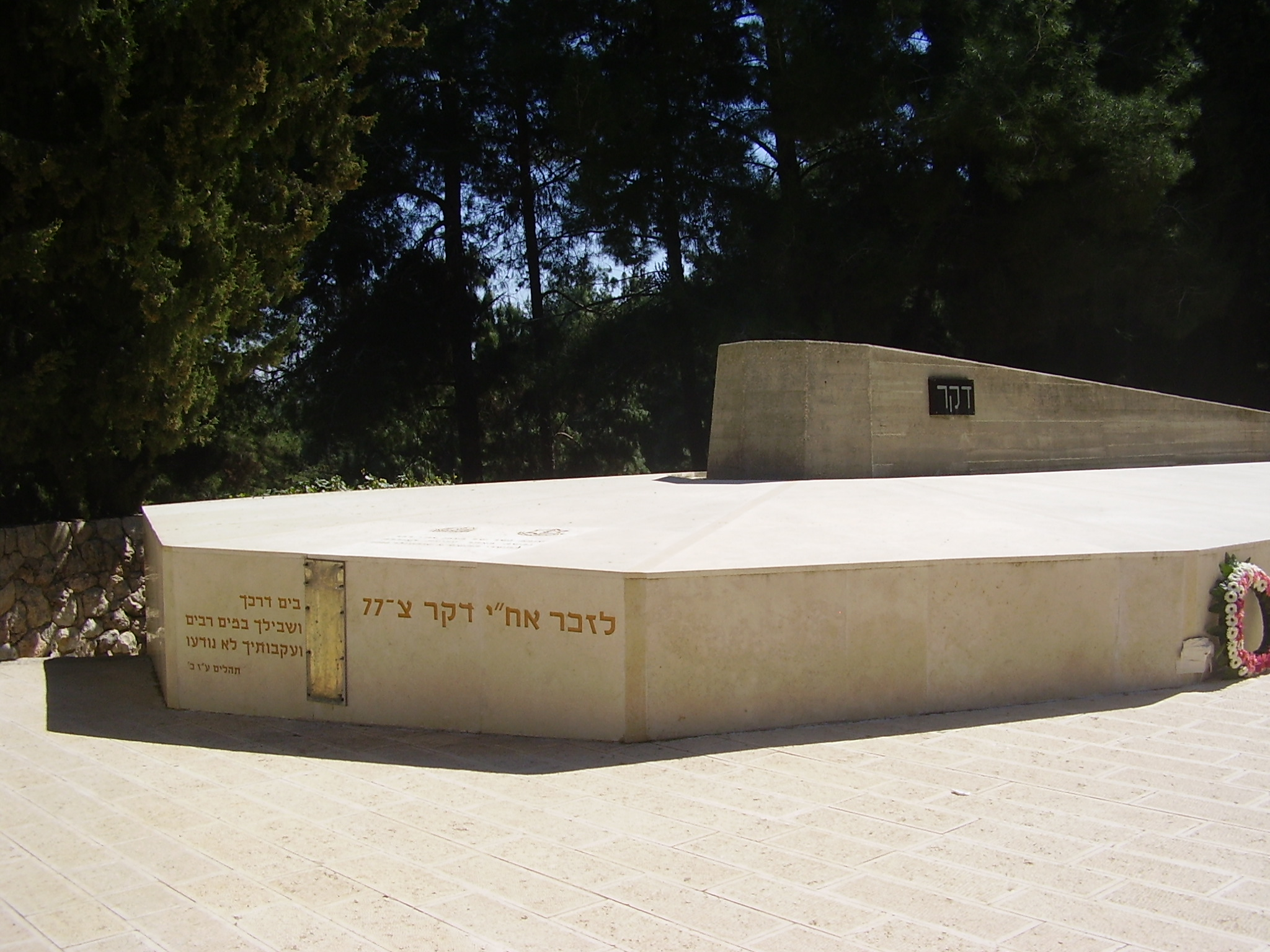
다카르 잠수함 기념관
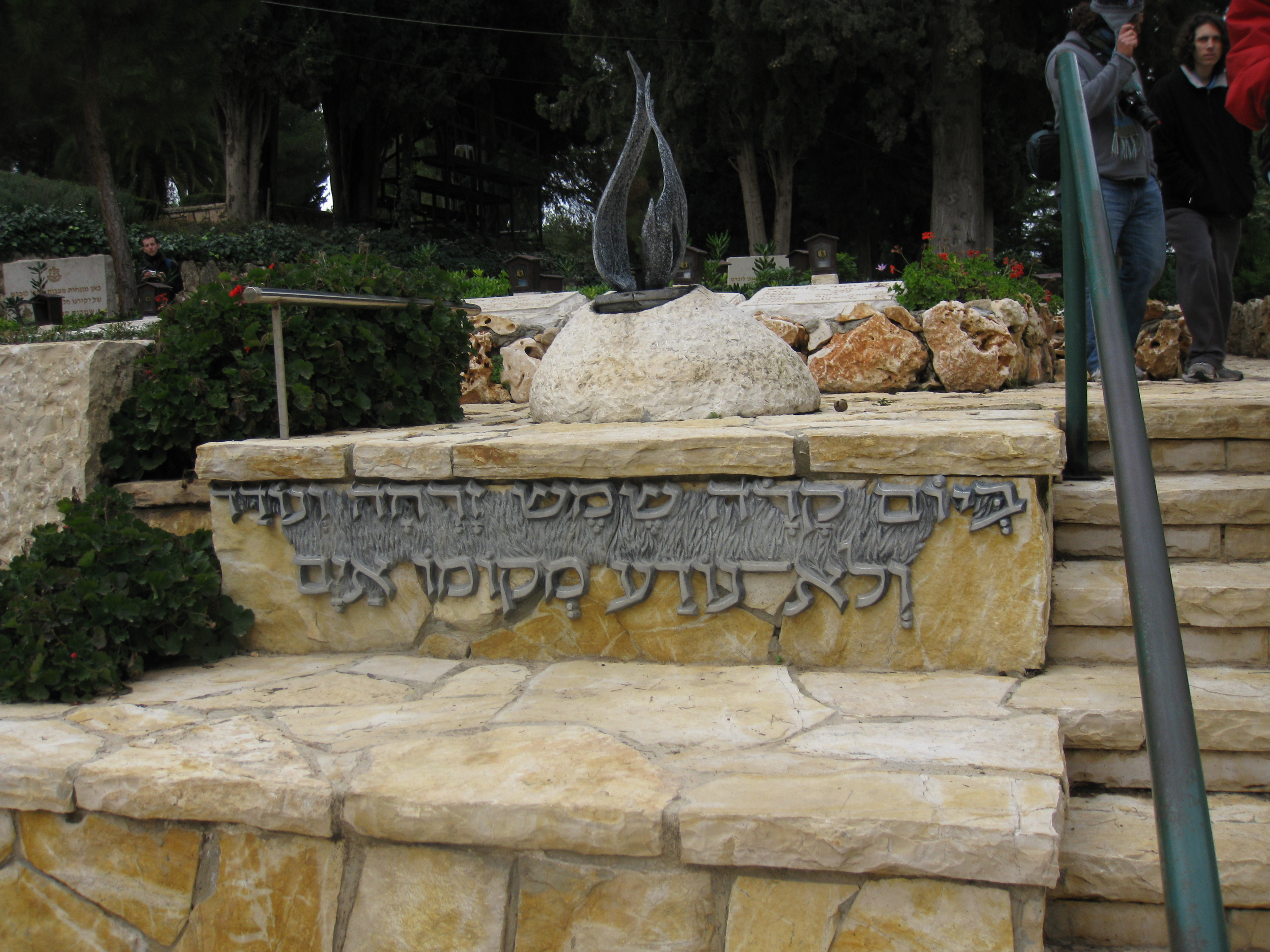
작전 중 실종자의 정원
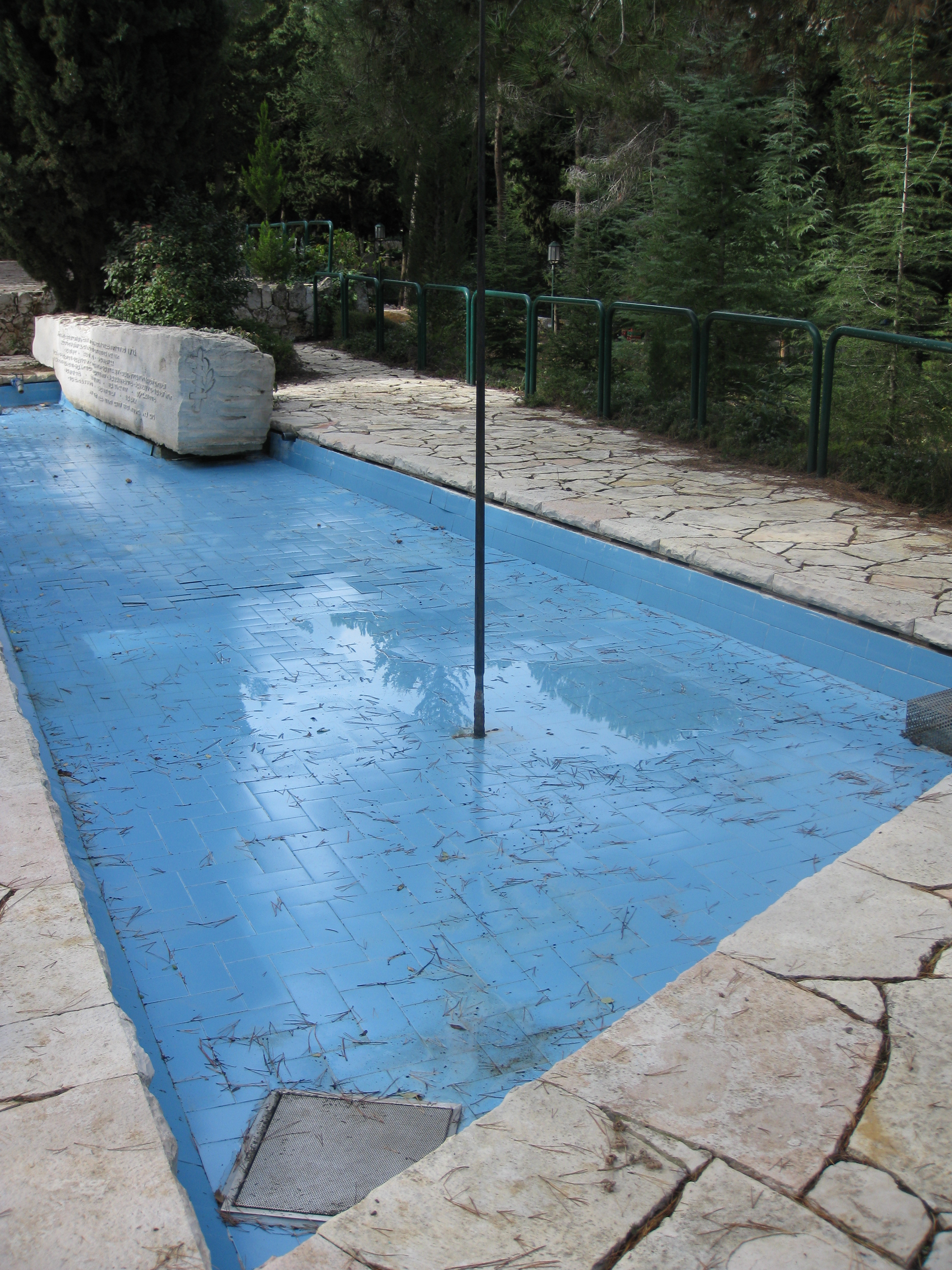
선원 카프 기멜 기념관
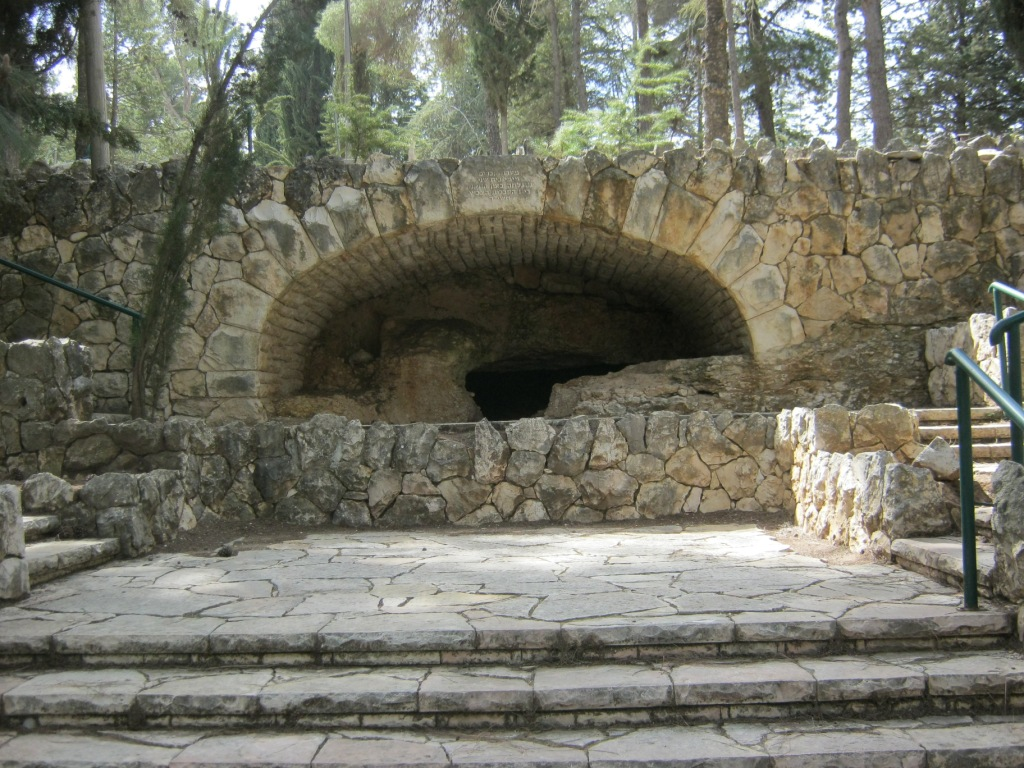
고대 유대인의 동굴 무덤

## 같이 보기
- 작전 중 실종
- 무명 용사의 무덤